# Keltiske sprog
Inden for de indoeuropæiske sprog er de keltiske sprog nærmest beslægtet med de italiske sprog. Tilsammen danner de den kelto-italiske gruppe.

## Keltisk er delt i to grene
- Gren 1: Den kontinentale
  - keltiberisk (uddødt).
  - galatisk (uddødt).
  - norisk (uddødt).
  - lepontisk (uddødt).
  - og muligvis Vannes-dialekten af bretonsk, som er den eneste nulevende del af gallisk.
- Gren 2: Ø-sprogene, som yderligere deles i to grupper:
  - Q-keltisk (goidelisk) med 
    - irsk gælisk.
    - skotsk gælisk.
    - manx gælisk (uddødt og genoplivet).
    - (shelta – et hemmelig sprog talt af Irlands paveefolk og regnes sjældent som et selvstændigt sprog).

  - P-keltisk (brythonisk) med 
    - walisisk.
    - bretonsk.
    - kornisk (uddødt og genoplivet).
    - cumbrisk (uddødt).
    -  ? piktisk (uddødt) (? – kan være et ikke-indoeuropæisk sprog).

Forskellene mellem p- og q-sprogene ses lettest i ordene for "søn" og "fem" (5). På goidelisk hedder søn mac (tidligere maq), og 5 hedder coíg. På brythonisk hedder søn map, mens 5 hedder pemp. Man anser q-formen for den mest konservative (den stemmer med italiske sprog som latin), mens p-formen har gennemløbet en hastigere udvikling.

## Karakteristiske forhold i de keltiske sprog
Selv om der er mange forskelle mellem de enkelte, keltiske sprog, viser de mange fællestræk. Mange af disse træk er ikke enestående for de keltiske sprog, men omvendt er der sandsynligvis ingen andre sprog, som har alle disse træk samlet. De omfatter:
- Systematiske og betydningsbærende mutationer i den indledende konsonant (monadh (= en mose) → anns a’mhonadh (= i mosen).
- Bøjning af præpositioner (leam = med mig; leat = med dig; leis = med ham).
- Verbum-Subjekt-Objekt (VSO) er standard-rækkefølgen i den keltiske sætningsbygning (chuir e an leabhar = lagde han bogen, det vil sige: han lagde bogen).
- To grammatiske køn: maskulinum og femininum.
- Bestemt kendeord, men intet ubestemt (cù → an cù).
- Genitiv konstrueres ved at stille ordene sammen (fx: cinn nan cat = kattenes hoveder).
- Tyvetalsystem (fichead = 20; dà fhichead = 40; trì fichead = 60).

## Eksempler
```
Ná bac le mac an bhacaigh is ní bhacfaigh mac an bhacaigh leat.
```

(Ordret:) "Ikke opmærksom med søn tiggerens, og heller ikke vil være opmærksom søn tiggerens med dig." (Hvis du ikke er opmærksom på tiggerens søn, vil han heller ikke være opmærksom på dig).
bhacaigh er genitiv af bacach. I-et er et indskudt genitivmærke. Ændringen b → bh er en sprogmutation, som bliver synlig ved maskulinum i genitiv. Leat er bøjningsformen i 2. person af le (= med). Rækkefølgen VSO ses i anden halvdel: bhacfaigh (V) + mac (S) + leat (O).
```
Pedwar ar bymtheg ar bedwar hugain
```

(Ordret:) "fire på femten på fire tyve(re)", dvs. 99
bymtheg er en sprogmutation af pymtheg (= pump + deg (fem + ti) dvs. 15). bedwar er en mutation af pedwar (= 4).
Disse sidste ekempler er kymriske, det vil sige walisiske, mens de første er skotsk-gæliske.
Irsk-gælisk er vel nok det eneste af de keltiske sprog, hvor mutationer i den første konsonant kan ses på skrift, idet konsonanten efterfølges almindeligvis af "h" (bh, ch, dh, fh, gh...). Dette er en mangel i de andre sprog (som bretonsk eller walisisk), hvor man bruger det bogstav, der svarer til lyden. Dette giver problemer med at søge efter nye ord, eksempelvis i ordbøger, hvis man ikke er klar over, at bogstavet er muteret.
Eksempler på bretonsk: Penn (hoved) → ma fenn (mit hoved), Ti (hus) → he zi (hendes hus). Der er intet i modsætning til irsk, der viser, at bogstavet er muteret.
På bretonsk findes der også tre tal, som har hunkønsform: daou/div (2), tri/teir (3), pevar/pedir (4). Desuden siger man 3 x 6 for tallet 18: triwec'h, hvor waliserne siger 2 x 9: dinau.
Mange ord vidner om fællesskab mellem gælisk og britonisk: vejr → (br.)amzer, (wal.)amsir, (ir.)amsair.
hus → (br.)ti, (wal.)ty, (ir.)teach.
Irsk har også i modsætning til bretonsk, kornisk eller walisisk bøjninger i ordene, som tysk eller latin. Dette er forsvundet fra den britoniske del af keltisk.

## De keltiske sprogs historie
De keltiske sprog har været langt mere udbredte, og keltisk kultur var en overgang ved at knuse den romerske. Men efter at romerne havde erobret samtlige keltiske lande minus Irland (Erinn), blev sprogene opgivet ét efter ét. Da romerne trak sig ud af Britannien i år 407 e. Kr., blev briterne i det meste af England overvældet af germansk talende jyder, angler og saksere. De keltisktalende briter søgte mod Kernow (Cornwall) og Cymru (Wales), hvor de længe modstod trykket. Samtidig rejste mange af dem til Breizh (Bretagne), hvor de oprettede små høvdinge- og fyrstendømmer. Man formoder, at der endnu har været talt gallisk i det sydlige Bretagne, og mange særtræk i Vannes-dialekten tyder på, at det bretonske dér har været under påvirkning fra et gallisk substrat.
Irerne havde fred i flere århundreder og udviklede en særlig irsk form for kristendom. De kristnede germanerne i England og oprettede klostre i Rhinlandet. Senere kom irerne under pres fra vikingerne (især fra Norge), men befriede sig fra dem og udviklede kulturen videre. På dette tidspunkt var mange irere udvandret til Mannanan (Man) og Alba (Skotland), sådan at det nu uddøde manx og skotsk gælisk har mange fællestræk med irsk gælisk. Skotsk gælisk har formentlig modtaget påvirkninger fra piktisk (som måske eller måske ikke var keltisk), men i hvert fald fra oldnordisk. 
Efter at englænderne havde erobret Irland, begyndte en lang tilbagegang for irsk gælisk, en tilbagegang, der blev fremskyndet under hungersnøden i 1845-49 og den massive udvandring i 1840'erne. Da det sydlige Irland med uafhængigheden i 1922 genvandt friheden, efter at briterne i flere hundrede år havde hersket over øen, blev der gjort store indsatser for at redde det oprindelige, nationale sprog, men først i slutningen af 1900-tallet oplevede sproget atter fremgang. Det samme billede kan ses i Wales, hvor kymrisk nu igen tales af flere end i forrige generation. Begge steder ser de moderne kommunikationsmidler ud til at have været afgørende for succesen. De keltiske sprog har modtaget en yderligere støtte i form af EU's charter om mindretalssprog.